# Zimbra
Zimbra Collaboration Suite (ZCS) est une suite de logiciels de collaboration, qui comprend un serveur de messagerie et un client Web, actuellement détenue et développée par Zimbra, Inc. (anciennement Telligent Systems).
Zimbra a été initialement développé par Zimbra, Inc., et publié en 2005. La société a ensuite été achetée par Yahoo! en septembre 2007, et plus tard vendue à VMware, le 12 janvier 2010. En juillet 2013, elle a été vendue par VMware à Telligent Systems qui a changé son propre nom pour « Zimbra, Inc. » en septembre 2013.
En août 2015, Verint rachète Zimbra, Inc., cède ZCS à Synacor, et réintroduit le nom de Telligent pour les actifs restants.
Selon l'ancien président et directeur de la technologie de Zimbra Scott Dietzen, le nom de Zimbra est dérivé de la chanson I Zimbra des Talking Heads.

## Caractéristiques

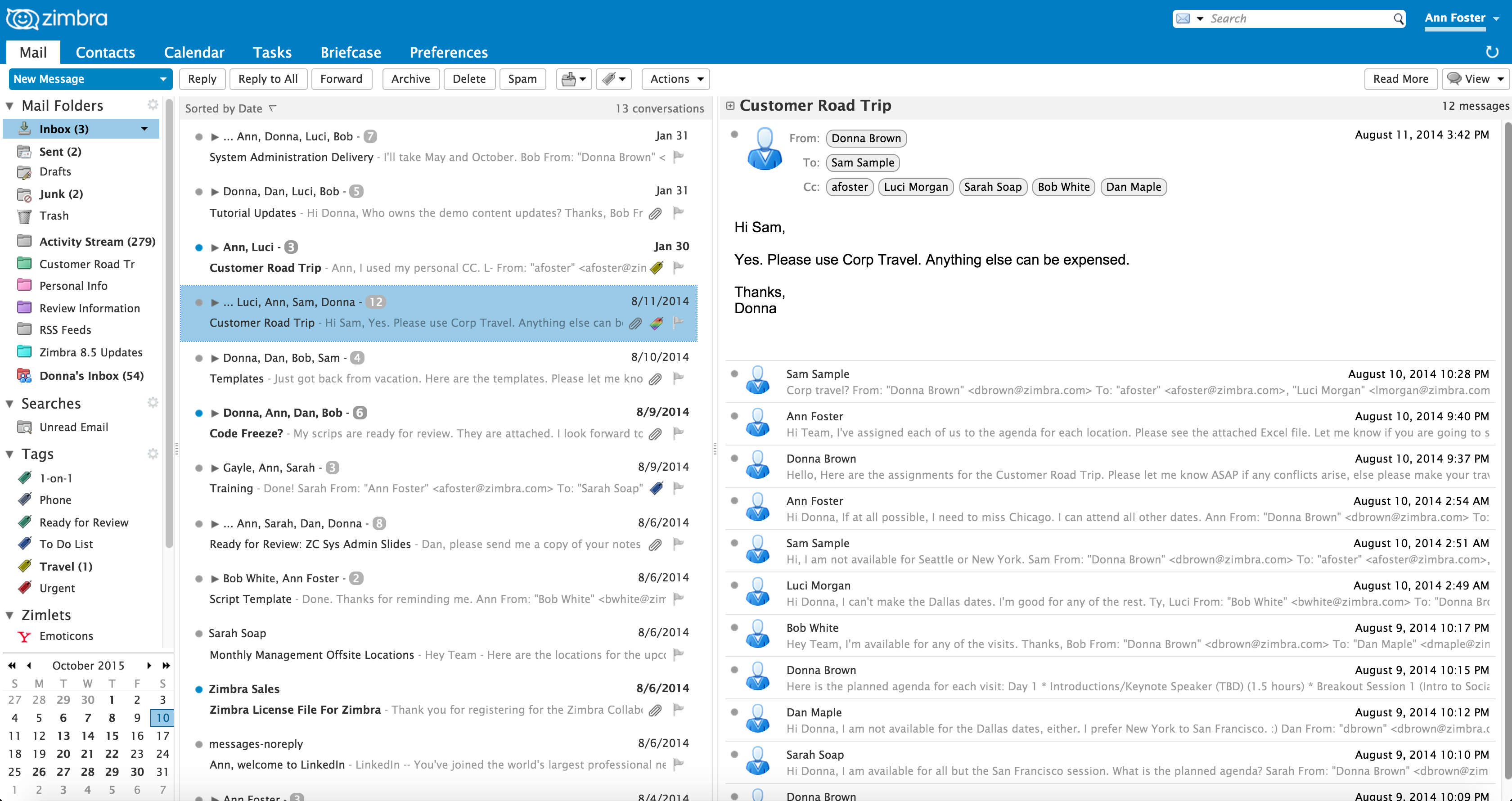
Boite de réception du client web ZCS (Zimbra Collaboration Suite)

Le logiciel se compose d'une partie serveur et cliente ainsi que d'un client de messagerie. Deux versions de Zimbra sont disponibles : une version open-source, et une version supportée commercialement (Network Edition) avec des composants logiciels propriétaires tels que les Exchanges Web Services.
Zimbra Desktop est un client de messagerie libre. Le développement a été arrêté sous l'intendance de VMware en 2013, mais a été redémarré en février 2014. En outre, le client Web a été renforcé par un mode déconnecté basé sur HTML5 à partir de la version 8.5.
Le client Web ZCS est une suite de collaboration complète qui prend en charge les email, contacts, calendriers de groupe, tâches et le partage de document à l'aide d'une interface Web Ajax qui permet entre autres, les infobulles, le glisser-déposer et le clic droit contextuel dans l'interface utilisateur. Elle inclut aussi des capacités avancées de recherche, de création de document en ligne, des extensions utilisateurs et serveurs Zimlet, et une interface d'administration complète.
Le serveur ZCS utilise plusieurs projets open source (voir la section « Projets open-source inclus »). Il expose une  interface de programmation d'application SOAP à toutes ses fonctionnalités et est également un serveur IMAP et POP3. Le serveur fonctionne sur de nombreuses distributions de Linux. À partir de ZCS 7.0 le support pour Mac OS X serveur est abandonnée.
ZCS peut synchroniser les courriels, les contacts et les éléments de calendrier avec des clients de messagerie open-source comme Evolution et aussi avec les clients propriétaires tels que Microsoft Outlook et Apple Mail, mais seulement par le biais de connecteurs propriétaires disponibles exclusivement dans la version supportée commercialement. Zimbra fournit nativement la synchronisation bidirectionnelle à de nombreux appareils mobiles (Nokia Eseries, BlackBerry, Windows Mobile, iPhone, Android) via le protocole EAS.

## Projets open-source inclus
Le serveur ZCS utilise des projets open source tels que :
- Postfix
- MariaDB (depuis la version 8.5)
- MySQL (dernière utilisation en version 8.0)
- OpenDKIM (depuis version 8.0)
- OpenLDAP
- Jetty (depuis version 5)
- Apache Tomcat (dernière utilisation en version 4.5)
- Lucene
- ClamAV
- SpamAssassin
- Amavis (amavisd-new)
- DSPAM
- Aspell
- NGINX (depuis la version 5.0)
- ZeroMQ (depuis la version 8.0)
- Perdition mail retrieval proxy (dernière utilisation en version 4.5)

## Historique et chiffres
Le 17 septembre 2007, Yahoo! rachète Zimbra pour 350 millions de dollars.
Le 12 janvier 2010, VMware a conclu un accord définitif avec Yahoo! pour acquérir Zimbra.
Le 15 juillet 2013, Telligent annonce qu'elle acquiert la totalité des actifs de Zimbra et que les deux entités fusionnent sous la bannière de Zimbra, Inc. L'entreprise texane entend ainsi compléter les outils de messagerie avancés de Zimbra en y intégrant ses propres outils collaboratifs : messagerie et communication instantanée, fonctions de réseau social, stockage et communautés en ligne.
En janvier 2015, Zimbra comptabilise plus de 100 millions d'utilisateurs pour la version payante et plus de 500 millions de téléchargements pour sa version Open-Source[réf. nécessaire].
Le 18 août 2015, Synacor, entreprise cotée au NASDAQ, annonce l'acquisition de la suite logicielle Zimbra sur la base d'une valorisation de 24,5 millions de dollars.
En mars 2023, la société fait l'objet d'une attaque par rançongiciel d'un type un peu particulier. Au lieu de demander une rançon à leur payer directement, les membres  du groupe de MalasLocker demandent à Zimbra de payer une rançon à une ONG qu'ils ont approuvé.

## Versions
| Version | Release Date     |
| ------- | ---------------- |
| 7       | Février 2011     |
| 8       | Septembre 2012   |
| 8.5     | Août 2014        |
| 8.6     | Décembre 2014    |
| 8.7     | Juillet 2016     |
| 8.8     | 12 Décembre 2017 |
| 9.0     | 3 Avril 2020     |
| 10.0    | 8 Mars 2023      |

## Distributions Linux supportées
| 8.0.9                           | 8.6.0                                      | 8.7.1                      |
| ------------------------------- | ------------------------------------------ | -------------------------- |
| CentOS 6                        | CentOS 6                                   | CentOS 6                   |
| CentOS 7                        | CentOS 7                                   | Red Hat Enterprise Linux 6 |
| RedHat 6                        | RedHat 6                                   | CentOS 7                   |
| RedHat 7                        | RedHat 7                                   | Red Hat Enterprise Linux 7 |
| SUSE Linux Enterprise Server 11 | SUSE Linux Enterprise Server 11 - Obsolète | Ubuntu 12.04.x LTS         |
| Ubuntu 10.04 LTS - Obsolète     | Ubuntu 12.04 LTS                           | Ubuntu 14.04.x LTS         |
| Ubuntu 12.04 LTS                | Ubuntu 14.04 LTS                           | Ubuntu 16.04.x LTS         |
| Ubuntu 14.04 LTS                |                                            |                            |

## Licence
Depuis la version 8.5 de Zimbra Collaboration (ZC) le code source est disponible en GPLv2 (backend) et CPAL (frontend).
Auparavant, il était publié sous la licence publique Zimbra (ZPL). La Free Software Foundation accepte la licence comme étant une licence de logiciel libre et se réfère à elle comme étant identique à la licence publique Yahoo! à l'exception que Zimbra, Inc. fournit la licence, plutôt que Yahoo!.